# Bundesinstitut für Berufsbildung
Koordinaten: 50° 42′ 23,5″ N, 7° 8′ 19,3″ O
Das Bundesinstitut für Berufsbildung (BIBB) mit Sitz in Bonn ist eine bundesunmittelbare rechtsfähige Anstalt des öffentlichen Rechts und Einrichtung zur Erforschung und Weiterentwicklung der beruflichen Aus- und Weiterbildung.
Die Ziele der Forschungs-, Entwicklungs- und Beratungsarbeit des BIBB bestehen darin, Zukunftsaufgaben der Berufsbildung zu identifizieren, Innovationen in der nationalen wie internationalen Berufsbildung zu fördern und neue praxisorientierte Lösungsvorschläge für die berufliche Aus- und Weiterbildung zu entwickeln.
Das BIBB wurde 1970 aufgrund des Berufsbildungsgesetzes (BBiG) von 1969 als Bundesinstitut für Berufsbildungsforschung (BBF) gegründet. Rechtliche Grundlage für das BIBB, seine Aufgaben und Organe ist das BBiG in der Fassung vom 1. April 2005, das die seit 1969 bis dahin geltenden Regelungen des Berufsbildungsförderungsgesetzes (BerBiFG) abgelöst hat. Das BIBB unterliegt der Rechtsaufsicht des Bundesministeriums für Bildung und Forschung (BMBF) und wird als bundesunmittelbare Anstalt des öffentlichen Rechts aus Haushaltsmitteln des Bundes finanziert. Die Aufgaben des BIBB werden in § 90 BBiG beschrieben.

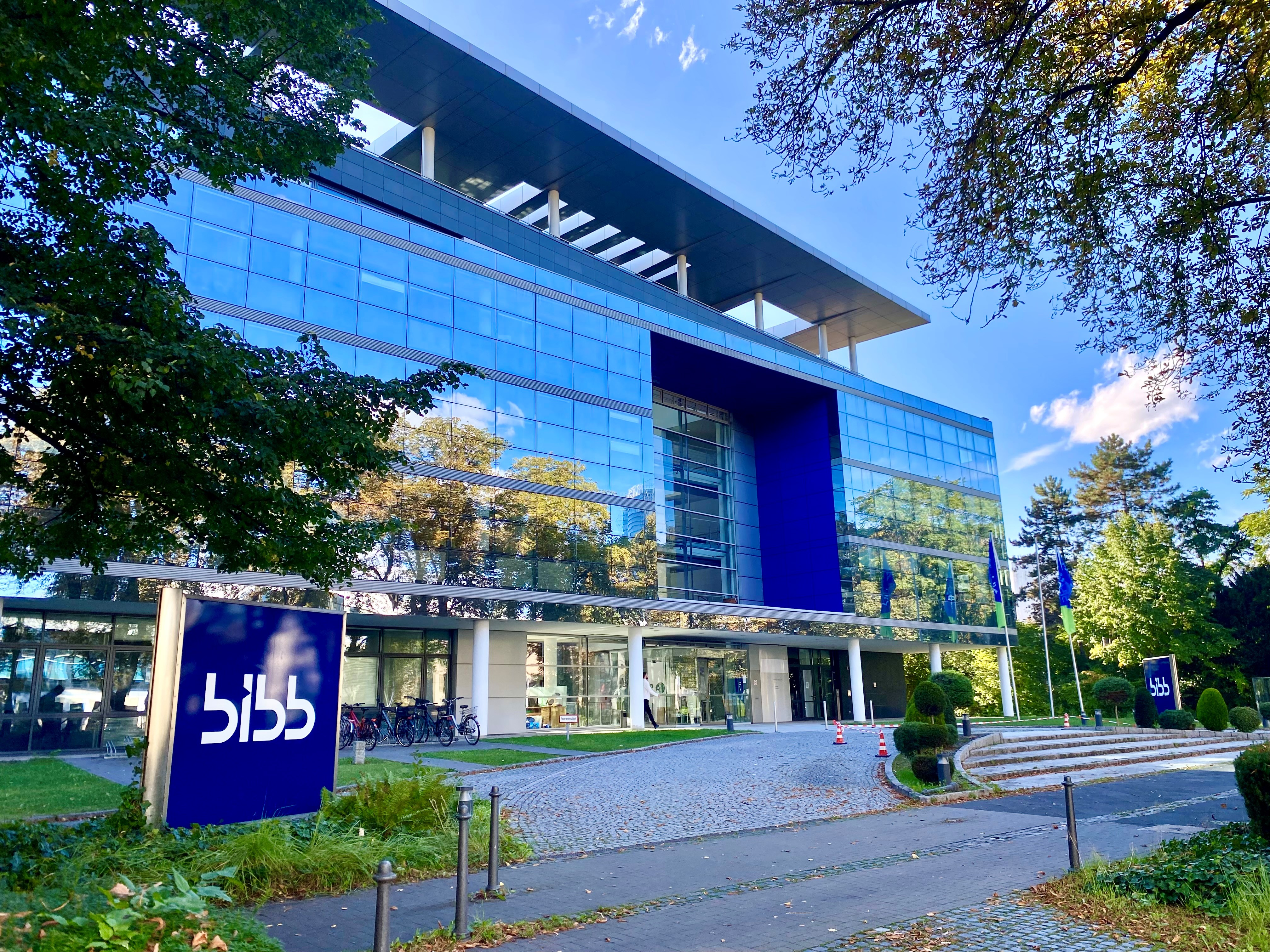
Teil des Dienstgebäudes des BIBB

Das BIBB ist an der Vorbereitung des Berufsbildungsberichtes der Bundesregierung beteiligt und erhebt unter anderem jährlich zum 30. September bei den für die Berufsausbildung zuständigen Stellen Zahlen zu den neu abgeschlossenen Ausbildungsverträgen in nach BBiG und HwO anerkannten Ausbildungsberufen und wirkt an der Durchführung der Berufsbildungsstatistik zum 31. Dezember mit. Im BIBB werden Ausbildungsberufe und Fortbildungsregelungen in Abstimmung mit den Sozialpartnern entwickelt und bestehende Berufe modernisiert sowie das Verzeichnis der anerkannten Ausbildungsberufe erstellt. Der vom BIBB herausgegebene Datenreport zum Berufsbildungsbericht liefert Informationen und Analysen zur Entwicklung der beruflichen Bildung. Er stellt die Datenbasis für den Berufsbildungsbericht des BMBF dar und informiert beispielsweise über die Entwicklung der Ausbildungsplatzsituation in Deutschland.
Das BIBB ist Mitglied der Arbeitsgemeinschaft der Ressortforschungseinrichtungen.

## Projekte, Initiativen und Einrichtungen
- Berufsbildungsbericht bzw. Datenreport zum Berufsbildungsbericht, eine Ergänzung zum Berufsbildungsbericht des Bundesministeriums für Bildung und Forschung (BMBF) und wird jährlich Anfang April vom Bundesinstitut für Berufsbildung (BIBB) herausgegeben
- AusbildungPlus, ein Projekt des Bundesinstitut für Berufsbildung zum Ausbau einer Datenbank zu Ausbildungsangeboten mit Zusatzqualifikation und dualen Studiengängen, Integration eines entsprechenden Datenbank-Portals und Wissenschaftliche Analysen der Datenbankinhalte
- DEQA-VET, beim Bundesinstitut für Berufsbildung, befasst sich mit der Qualitätssicherung und -entwicklung in der beruflichen Bildung.
- Jobstarter, Ausbildungsstrukturprogramm des Bundesministeriums für Bildung und Forschung (BMBF), beim Bundesinstitut für Berufsbildung angesiedelt
- Nationale Agentur beim Bundesinstitut für Berufsbildung: Sie führt das europäische Bildungsprogramm Erasmus+ in den Bereichen Berufsbildung sowie Erwachsenenbildung durch.[5] Zudem sind dort weitere Projekte angesiedelt wie unter anderem AusbildungWeltweit, der Europass oder die Agenda für Erwachsenenbildung.
- VET Repository (VET steht für „Vocational Education and Training“) ist eine vom Bundesinstitut für Berufsbildung (BIBB) in Bonn betriebene Datenbank. Ziel des VET Repository ist es, möglichst viele Texte für die Berufliche Bildung als Open Access zugänglich zu machen.
- ReferNet ist ein strukturiertes, dezentrales System zur Erfassung und Verbreitung von Daten und Informationen über aktuelle Entwicklungen in der Berufsbildung, Berufsbildungsforschung und verwandten Themen in Europa. In Deutschland ist das BIBB Koordinierungsstelle des nationalen Konsortiums.
- Die Initiative Klischeefrei ist ein von der Bundesregierung initiiertes Bündnis aus Bildung, Politik, Wirtschaft, Praxis und Forschung, das sich für eine Berufs- und Studienwahl frei von Geschlechterklischees einsetzt. Das BIBB betreibt für die Initiative Klischeefrei das Fachportal klischee-frei.de. Es unterstützt alle am Berufswahlprozess Beteiligten, die Mädchen und Jungen auf ihrem Weg in den Beruf begleiten, der zu ihren Stärken passt – frei von Geschlechterklischees.
- Der Hermann-Schmidt-Preis wird vom Verein Innovative Berufsbildung jährlich verliehen und wurde 1996 vom Bundesinstitut für Berufsbildung in Bonn und dem W. Bertelsmann Verlag (wbv) Bielefeld gegründet. Namensgeber ist der von 1977 bis 1997 amtierende Präsident des Instituts für Berufsbildung, der Berufspädagoge Hermann Schmidt.
- INVITE (Digitale Plattform berufliche Weiterbildung) ist ein vom Bundesministerium für Bildung und Forschung mit rund 88 Millionen Euro gefördertes Programm, welches die Digitalisierung der beruflichen Weiterbildung seit 2021 mit verschiedenen Forschungsprojekten- und vorhaben vorantreiben soll.[6][7]
- MIKA Medien- und IT-Kompetenz für Ausbildungspersonal ist ein vom Bundesministerium für Bildung und Forschung gefördertes Projekt, welches die digitalen und medienpädagogischen Kompetenzen von Ausbilderinnen und Ausbildern fördert.[4]